# Vincent Deneumostier
Vincent Deneumostier (ca. 1974) is een Belgisch voormalig hockeyer.

## Levensloop
Deneumostier was actief bij Royal Orée. Als speler van deze club werd hij in 2001 verkozen tot Gouden Stick. In 2002 maakte hij de overstap naar Royal Léopold.
Daarnaast was hij tussen 1996 en 2002 actief bij het Belgisch hockeyteam. Met de nationale selectie nam hij onder meer deel aan de Champions Challenge van 2001 te Kuala Lumpur. In totaal verzamelde hij 120 caps.